# إبراهيم الشويع
إبراهيم الشويع (30 يونيو 1975) هو لاعب كرة قدم سعودي سابق.

## حياته ونشأته
هو إبراهيم علي إبراهيم شويع مواليد محافظة الحريق بالرياض، وهو مدافع سابق في نادي النصر والمنتخب السعودي

## مسيرته
بدأ مشوار النجم إبراهيم علي الشويع في نادي النصر منذ موسم 1415هـ، حيث جاء وهو في سن 19 عاماً من نادي الفرع بالحريق، وسرعان ماحجز اسمه ضمن التشكيلة الأساسية برغم مايحويه الفريق من نجوم كبار وعمالقة.
ولكن موهبة الشويع فرضت نفسها مبكراً، حيث ملأ خانته الظهير الأيسر بكل اقتدار وهي الخانة التي ظلت شاغرة لوقت طويل قبله منذ اعتزال اللاعب حسن حمران.
ويعتبر الشويع أن مباريات النصر مع نادي الهلال كانت جميلة بالنسبة له لانها تضعه في تحد كبير وهو مايجبره على تقديم أفضل مستوياته، كما يعتبر مباراة النصر مع ريال مدريد في كأس العالم لأندية كرة القدم 2000 لا تنسى لكونه قدم فيها مستوى مميز.
وساهم الشويع في الفوز مع النصر بالكثير من البطولات المحلية والخارجية وتسلم شارة القيادة في كثير من المباريات عقب اعتزال اللاعب محيسن الجمعان
واختير الشويع ضمن قائمة المنتخب الأول في كثير من البطولات لعب أبرزها كأس العالم لكرة القدم عام 98 بفرنسا وكأس القارات 99 في المكسيك.

## اعتزاله
وقامت إدارة النصر بتنسيقه من كشوفات الفريق في عام 1425هـ وانتقل لـ نادي الفيصلي ثم نادي الفيحاء قبل أن يعتزل اللعب.

## إسهاماته مع النصر
- الحصول على كأس دوري خادم الحرمين الشريفين عام 1414, 1415
- الحصول على كأس الاتحاد السعودي 1418
- الحصول على كأس الكؤوس الآسيوية 1418
- الحصول على كأس السوبر الآسيوي 1419
- الحصول على كأس الخليج للأندية 1416 و1417

## إسهاماته مع الفيصلي
- الحصول على كأس الأمير فيصل بن فهد لاندية الدرجتين الأولى والثانية عام 1426هـ

## إسهاماته مع المنتخب
- الحصول على كأس العرب بقطر 98م.
- التأهل لكأس العالم 98 بفرنسا.
- المشاركة في كأس القارات 98 بالمكسيك